# Paul Joseph Delattre
Pour les articles homonymes, voir Delattre.
Paul Joseph Delattre est un homme politique français né le 18 janvier 1795 à Bourseville (Somme) et décédé le 11 juillet 1862 à Saint-Riquier (Somme).
Manufacturier à Ramburelles, il devient Conseiller d'arrondissement d'Abbeville, canton de Gamaches du 19 décembre 1842 à 1848,  Conseiller général de Gamaches de 1848 à 1852) et député de la Somme de 1848 à 1849, siégeant à droite.

## Sources
- « Paul Joseph Delattre », dans Adolphe Robert et Gaston Cougny, Dictionnaire des parlementaires français, Edgar Bourloton, 1889-1891 [détail de l’édition]